# De dagar som blommorna blommar
De dagar som blommorna blommar är en svensk miniserie i tre avsnitt från 2019 i regi av Simon Kaijser. Manus är skrivet av Jonas Gardell. Första avsnittet sändes den 1 januari 2019 i SVT, och de övriga 4 januari och 7 januari. Seriens dramaturgi bygger på hopp i tiden mellan 1970-talet, 1990-talet och 2010-talet och Gardell har sagt att den kräver mycket uppmärksamhet av publiken.

## Handling
Tre vänner växer upp tillsammans i ett radhusområde utanför Stockholm på 1970-talet. Saker som händer då fortsätter att påverka dem i vuxen ålder.

## Rollista
- Jacob Ericksson – Torbjörn
- Anton Forsdik – Benny, ung
- Ulf Friberg – Mikael
- Yasmine Garbi – Katarina
- Rebecka Hemse – Bodil
- Félice Jankell – Maud
- Dan Johansson – Olle
- Magnus Krepper – Per Ove
- Gustav Lindh – Torbjörn, ung
- Anja Lundqvist – Anita
- Rasmus Luthander – Erik
- Julia Marko-Nord – Barbro
- Sofia Pekkari – Kerstin
- Torkel Petersson – Roffan
- Johan Rheborg – Benny
- Birger Robach – Mikael, ung
- Eva Röse – Eva
- Peter Schildt – Josef
- Raivo E. Tamm – Simon
- Gloria Tapia – Karin
- Susanne Thorson – Yvonne
- Dante Wiechel – Erik, ung
- Elsa Wörmann – Sofi
- Hannes Meidal – Daniel Ek
- Emil Almén – taxichauffören
- Simon J. Berger – polismannen
- Robert Enckell – kaptenen på M/S Mariella
- Ibrahim Faal – Regiassistenten
- Kodjo Akolor – Programledaren